# Oak Grove Heights
Oak Grove Heights é uma cidade  localizada no estado americano de Arkansas, no Condado de Greene.

## Demografia
Segundo o censo americano de 2000, a sua população era de 727 habitantes.
Em 2006, foi estimada uma população de 787, um aumento de 60 (8.3%).

## Geografia
De acordo com o United States Census Bureau, a localidade tem uma área de 7,9 km², sem área coberta por água. Oak Grove Heights localiza-se a aproximadamente 429 m acima do nível do mar.

## Localidades na vizinhança
O diagrama seguinte representa as localidades num raio de 24 km ao redor de Oak Grove Heights.